# Auricularia mesenterica
Espèce
Auricularia mesenterica, en français Auriculaire poilu, Oreille mésentérique ou Oreille poilue, est une espèce de champignons du genre Auricularia et de la famille des Auriculariaceae.

## Description dusporophore
Ce champignon est en forme de disque puis se déformant en grandissant pour prendre l'aspect d'un éventail, attaché directement sur le support large de 1 à 15 cm. La face supérieure est feutrée, hérissée de poils grisâtres pouvant avoir plusieurs couleurs se succédant de manière concentrique, allant du gris au brun en passant par le verdâtre. La face inférieure est plissée, formant des veines ou des rides, pourpre-brun et d'aspect pruineux dû au spores. 
La chair est gélatineuse quand l'humidité le permet et devient cassante à l’état sec. 
L'odeur est faible et de saveur douce,,. 

## Habitat
Il vit sur bois mort (saprophyte) ou vivant (parasite), de feuillus principalement ormes, hêtres et érables. Il provoque une pourriture blanche très active.

## Comestibilité
Ce champignon est sans intérêt car sa chair est coriace et insipide. 
Il fait l'objet de recherches comme source d’antioxydant.

## Liste des taxons de rang inférieur
Liste des variétés selon GBIF (3 mai 2021) :
- Auricularia mesenterica var. mesenterica
- Auricularia mesenterica var. pusio (Dicks.) Fr.

## Systématique
Le nom scientifique complet (avec auteur) de ce taxon est Auricularia mesenterica (Dicks.) Pers..
L'espèce a été initialement classée dans le genre Helvella sous le basionyme Helvella mesenterica Dicks..
Ce taxon porte en français les noms vernaculaires ou nomalisés suivants : auriculaire poilu, oreille mésentérique, oreille poilue.
Auricularia mesenterica a pour synonymes :
- Auricularia corrugata Sowerby
- Auricularia lobata Sommerf.
- Auricularia mesenterica (Dicks.) Fr.
- Auricularia mesenterica var. lobata (Sommerf.) Bourdot & Galzin
- Auricularia mesenteriformis Brongn.
- Auricularia pusio Berk.
- Auricularia tremelloides Bull.
- Auricularia tremelloides var. lobata (Sommerf.) Quél.
- Auricularia tremelloides var. tremelloides
- Dacrymyces violaceus (Relhan) Fr.
- Exidia gemmata f. violacea (Relhan) Neuhoff
- Exidia lobata (Sommerf.) Fr.
- Exidia lobata Sommerf.
- Gyraria violacea (Relhan) Gray
- Helvella mesenterica Bolton
- Helvella mesenterica Dicks.
- Merulioporia violacea (Relhan) Bondartsev
- Meruliopsis violacea (Relhan) Bondartsev
- Merulius mesentericus (Dicks.) Schrad.
- Patila mesenterica (Dicks.) Kuntze